# Bienvenida la tarde
Bienvenida la tarde (también conocido como Bienvenida la tarde: la competencia o por su abreviatura BLT) fue un programa de telerrealidad peruano conducido por Laura Huarcayo, y de Carlos Vílchez y Alfredo Benavides como coanimadores.
El programa contó los roles de Gian Martín Paz (voz en off) y Jorge Benavides (personajes polémicos) como locutores y con las modelos representativas Tatiana Merel («La Brigada») y Ximena Montenegro y, posteriormente, Elba Fahsbender («El Pelotón»), una modelo para cada equipo.
El programa fue un spin-off de un programa anterior llamado Bienvenida la tarde con Laura Huarcayo, estrenado el 17 de noviembre de 2011 por Latina. En su etapa inicial fue un programa netamente de concurso, con secuencias humorísticas, en el que participaba el público y algunos invitados de la farándula. El programa se centraba en tres participantes que realizaban actividades para obtener la posibilidad de ganar algún premio sorpresa o dinero en efectivo.
Luego de unos meses, en el 2013, pasó a llamarse Bienvenida la tarde, la competencia; formándose así los equipos de «el Pelotón» y «la Brigada». En dicho formato, no había eliminaciones, además que se incluyeron secuencias colaborativas entre ambos equipos.
Después del anuncio meses atrás por parte de la conducción de que el programa no iba más en Latina, este finalizó el 31 de diciembre de 2015. El programa que lo reemplazó fue Verano extremo y, tres meses después, Reto de campeones le sucedió.

## Reparto
Presentación
- Laura Huarcayo

Animación
- Carlos Vilchez (La Carlota)[9]
- Alfredo Benavides (el niño Alfredito)[9]

Locución
- Gianmartin Paz (voz en off)
- Jorge Benavides (personajes polémicos)

Modelos
- Tatiana Merel
- Ximena Montenegro (1°)
- Elba Fahsbender (2°)

Jurado Invitado
- Viviana Rivas Plata
- Antonio Pavón
- Bárbarita
- Néstor Villanueva
- Mariella Zanetti
- Cali Flow
- Tilsa Lozano
- Víctor Yaipén
- Carmen García
- Deyvis Orozco
- Maricarmen Marín
- Carlos Lozano
- Giovanna Valcárcel
- Delly Madrid
- LMFAO
- Dailyn Curbelo
- Maluma [10]

## Temporadas
Bienvenida la tarde se caracteriza por tener una temporada anual. A continuación, la lista de ganadores por temporada:
Primera temporada (2011)
Se inició el 14 de noviembre de 2011 y finalizó el 20 de enero de 2012. Durante este periodo, el programa fue netamente humorístico y contó con la participación del público.
Segunda temporada (2012)
Se inició el 23 de enero de 2012 y finalizó el 25 de enero de 2013. El programa siguió con el mismo formato y contó con la participación activa del público y personajes de la farándula.
Tercera temporada (2013)
Se inició el 28 de enero de 2013 y finalizó el 17 de enero del 2014. En esta temporada, el formato cambió a competencia, sin quitarle el sano entretenimiento y el humor. El equipo ganador fue «el Pelotón», conformado por: Martín Terrone, Andrea San Martín, Álvaro Stoll, Rosángela Espinoza, Juan «el Martillo» Zegarra, Melissa Paredes, Dany Peña y Lourdes Sacín.
Cuarta temporada (2014)
Se inició el 20 de enero del 2014 y finalizó el 16 de enero del 2015. El equipo ganador fue el de «La Brigada», conformado por: Dorita Orbegoso, Ignacio Baladán, Mailyn Otero, Eric Varias, Valeria Eyzaguirre, Dany Peña, Brunella Horna y Jonatan Rojas.
Quinta temporada (2015)
Se inició el 19 de enero del 2015 y finalizó el 31 de diciembre del 2015. El equipo ganador fue el de «La Brigada», conformado por: Eric Varias, Mailyn Otero, José Luis «Jota Benz» Benzaquén, Brunella Horna, Fenny Coloma, Melissa Gustavson, Martín Terrone, Carolain Cawen y Spheffany «Tepha» Loza; consagrándose bicampeones.

## Competencias

### Competencias regulares
Las competencias se realizan en las instalaciones de Latina, en Jesús María. Cada competencia equivale a 20 puntos, en caso de empate, se le darán 10 puntos a cada equipo.
- A lo Picasso: El juego consiste, en que un participante debe dibujar en una pizarra el objeto que las modelos le indiquen, y el otro concursante, debe correr encima de una caminadora y adivinar lo que el participante dibujó. El juego termina, cuando el participante desiste de seguir corriendo en la caminadora o en vista de cronómetro, siendo el tiempo máximo de la competencia, dos minutos.
- Anclados: El juego consiste en que dos participantes, deben jalar una cuerda, por la que debe pasar otro participante agarrándose de una cuerda que hay más arriba. El participante debe llevar un banderín del color de su equipo hasta el otro extremo de la piscina. El juego finaliza en vista de cronómetro, siendo el tiempo máximo de la competencia, tres minutos.
- Enllantados: El juego consiste, en que dos participantes (uno de cada equipo) deben tirar con todas sus fuerzas de la llanta (neumático) contraria, con el participante dentro de ella. La competencia finaliza, cuando uno de los participantes pasa la línea de meta.
- Equilibra tu cubo
- Juguemos en el bosque
- Reventón musical: El juego consiste, en que una chica de cada equipo, escuchará una canción sentada en un cubo y cuándo sepa la canción, irá corriendo hacia el otro extremo, donde estará un concursante de cada equipo, saltará y reventará el globo. Luego el concursante que reventó primero el globo y cantará la canción. El juego finaliza cuando el concursante canta la canción correcta.

### Segmentos especiales
Las competencias especiales se realizan en las instalaciones de Latina, en Jesús María. Para este tipo de competencias se trae a un jurado especial. Cada competencia especial equivale a 50 puntos, en caso de empate, se le darán 25 puntos a cada equipo.
- Beso o cachetada: Esta competencia es realizada solo por los hombres, y tiene como jurado una mujer. El jurado evalúa los piropos y da un beso, si le gustó el piropo y si no, dará una cachetada.
- Beso o rosa: Esta competencia es realizada solo por las mujeres, y tiene como jurado un hombre. El jurado evalúa los piropos y da un beso, si le gustó el piropo y si no, dará una rosa.

Existen otros segmentos como los retos se realizan en las calles de Lima, a las afueras de las instalaciones de Latina, en Jesús María. Cada reto equivale a 40 puntos, en caso de empate, se le darán 20 puntos a cada equipo. Así mismo, existían otras secuencias o sketchs como los certámenes de belleza de primavera, sin ofrecer puntaje adicional debido a su enfoque de entretenimiento puro.

## Recepción
En sus inicios de emisión el programa alcanzó los 7 puntos de audiencia en Lima. Compitió contra programas de competencia con un promedio de 8 puntos.

### Controversias
Tras la incursión a los programas de competencia, se cuestionaron las similitudes con Esto es guerra y Combate. Laura Huarcayo señaló que su principal recurso, a diferencia de los anteriormente mencionados, era el humor. Sin embargo, en 2022, Carlos Vílchez reconoció que para aumentar el interés del programa se recurrió al conflicto entre los conductores en lugar de competencias físicas.
Otro hecho que el programa se destacó son las formaciones de parejas sentimentales que la propia conductora lo desmintió. Además, se transmitió en televisión nacional el parto del segundo hijo de la participante Génesis Tapia, que generó reacciones varias. También se acusó de «pornografía encubierta» en el segmento Baile del tubo y que el propio canal pidió disculpas tras una queja de la Sociedad Nacional de Radio y Televisión en mayo de 2015.
Este programa ha merecido ácidas críticas e irónicas, por ejemplo, del youtuber Andynsane.

## Legado
Desde 2014 hasta 2020, el canal ecuatoriano Canal Uno lanza Baila la noche: La competencia (BLN: La Competencia) en su país y desde 2023 hasta 2024, tres años después regresó a otro canal ecuatoriano Gamavisión, y desde 2024, tres meses después regresó a otro canal ecuatoriano Oromar; algunas personas suponen que se trata de un plagio del programa, ya que ellos no han comprado la franquicia peruana.[cita requerida]
En 2018 algunos integrantes de BLT participaron en una edición especial de Combate con los colores representativos de sus equipos. En 2021 se celebró su reencuentro para el programa Porque hoy es sábado con Andrés.